# TorrentFreak
TorrentFreak est un blog d'information en anglais (ouvert en 2005,) spécialisé dans les nouvelles concernant le partage de fichiers : nouvelles législations, affaires judiciaires en cours, nouvelles versions de logiciels, etc.
TorrentFreak a des contacts privilégiés avec les administrateurs de sites web de partage, lui permettant de publier des informations exclusives. TorrentFreak est régulièrement cité par le New York Times, The Guardian, CNN, le Wall Street Journal, De Standaard, Next INpact et Numerama.[réf. nécessaire]
Le texte des articles de TorrentFreak est publié sous licence Creative Commons BY-NC 3.0.